# خورخي مانريكي
خورخي مانريكي (1440- 1479) هو شاعر إسباني من العصور الوسطى، ومن أسرة أرستقراطية عريقة الحسب والنسب. ورغم أنّه لأسباب ذاتيّة وموضوعيّة متواشجة في تلك الظروف التاريخيّة؛ لم يتفرّغ كلّيّة للأدب. ولمْ يخلف إلاّ ديواناً صغير الحجم يضم مرثيته المطوّلة لوالده ومجموعة من القصائد الأخرى؛ فقد حقق مجده المشهود كشاعر أرستقراطي جامع بين السيف والقلم، لاسيما بمرثيته التي تعد من عيون الشعر الإسباني على مر العصور (مقاطع عن موت أبيه) (بالإسبانية: Coplas por la muerte de su padre)‏، والتي حظيت بالترجمة إلى العديد من اللغات العالمية، وعمه هو الشاعر جوميز مانريكي، وهو واحد من الشعراء الكلاسيكيين.

## السيرة الذاتية
ولد على الأرجح في باريديس دي نافا في محافظة بلنسية بإقليم تييرا دي كامبوس، وفي رواية أخرى قيل أنّه ولد في 1436م في سيكَورا دي لاسييرا. كان فرداً من أفراد العائلة الأكثر نفوذاً في المجتمع القشتالي ولها نسب مع عائلة لارا. إن كلاً من حياته وأيضا أعماله الأدبية متأثرة بشكل كبير بأنتمائه إلى تلك العشيرة، حيث يسلط الضوء أيضاً على أبيه رودريجو مانريكي الذي كان سيد وسام سانتياغو. ووالدته السيّدة مينثيا دي فيكَيرووا، والتي توفيّت في سنة(1444) حين كان طفلاّ صغير العمر. كان عمّه دييكَو جوميث مانريكي (1412-1490) كان شخصيّة سياسيّة وثقافية ان ذاك (شاعر وكاتب مسرحي، ورئيس بلديّة توليدو في عهد الملكة إيزابيل وكان من الداعين إلى توسيع نفوذ قشتاله؛وقد استفاد خورخي كثيراً من الإطلاع على مكتبة عمّه العامرة منذ صباه، وله قطعة شعريّة موجّهة إلى عمّه هذا. ويُذكَر أنّه درس القانون والعلوم العسكريّة؛ فتبلورت لديه ثقافة شبه موسوعيّة تشتمل على : العلوم العسكريّة، القانون، التاريخ، الدين والأدب. علماً أنّه كان ذا إطّلاع جيّد باللغات: اللاتينيّة، الإيطاليّة والفرنسيّة على أعمال الأدباء والمفكرين القدامى الرومان والطليان، ومنهم دانتي (1265- 1321) و بترارك (1304-1374) فضلاً عن الأدباء الفرنسيين، ولايُستَبعَد إطّلاعه على الأدب العربي الرائج في الأندلس آن ذاك وقبل ذاك.
وقد تزوّج في1470ومات ميتة بطوليّة في(24/4/1479) على الأرجح، متأثراً بجرح بليغ في فخذه إثر إصابته بطلقة أمام قلعة كَارثي مونيوث، حيث كان يخوض الدفاع عن سلطة الملكة إيزابيل الكاثوليكيّة .
كرس خورخي حياته بشكل أساسي إلى السياسية والحروب، مستمتعاً بالأمتيازات الخاصة بطبقة النبلاء، ومشاركاً بشكل فعال في المعارك التي كانت تشن بسبب الأطماع الأرستقراطية والتي كانت تخرب الأراضي القشتالية.

## الأعمال الأدبية
لقد أثرت علاقات خورخى مانريكي بعمه جوميز مانريكي علي كتاباته الأدبية بشكل ملحوظ.
وأيضاً تأثر خورخي كثيراً بحياته وخبراته في البلاط الملكي، وخاصةً في بلاط طليطلة، حيث عاش أيضاً الشاعر لوبي دي ستونييجا. في تلك الأجواء النبيلة يتم تأليف أشعار حب تتبع المبادئ التوجيهية للمدرسة الجاليكية البرتغالية.
ليس هناك الكثير من الأعمال الأدبية التي تخص خورخي مانريكي، فبالكاد هناك أربعون مؤلفاً. وعادة ما يتم تصنيفها إلى ثلاث مجموعات: أعمال غرامية أو هزلية أو مذهبية. وبشكل عام تلك الأعمال هي عبارة عن أعمال هجائية وأعمال غرامية تقليدية تتبع الأسلوب الشعري لمجموعة من المؤلفات التي تدعى في الإسبانية ( lírica cancioneril) وتلك المؤلفات هي عبارة عن مجموعة من المؤلفات التي كانت موجودة في القرن الثالث عشر والرابع عشر والخامس عشر والسادس عشر والتي تم جمعها من ضمن المجموعات الشعرية المختارة التي جمعها شخص متخصص بجمع الأشعار التي يطلق عليها اسم (الكانثيونيرو: cancioneros [الإسبانية]) ،وكانت مؤلفاته لا تزال تحت تأثير البروبنثال، بلهجة من الشهامة الاروتيكية المتنكرة وراء بعض الرموز الأستعارية المتكلفة.
ومما لا شك فيه أن أكثر أعماله الأدبية نجاحاً من بين كل تلك الأعمال التي قام بها هي مرثيته المطوّلة لوالده. والتي فيها يرثي فيها خورخي مانريكي والده، دون رودريغو مانريكي، مظهراً بأنه كان نموزجاً للبطولة والفضيلة والصفاء قبل موته. القصيدة هي واحدة من كلاسيكيات الأدب الإسباني في كل العصور، وقد قال عنها الشاعر لوبي دي فيغا أنها (  كانت تستحق أن تكتب بحروف من ذهب  ).

### مقطوعات في موت أبيه

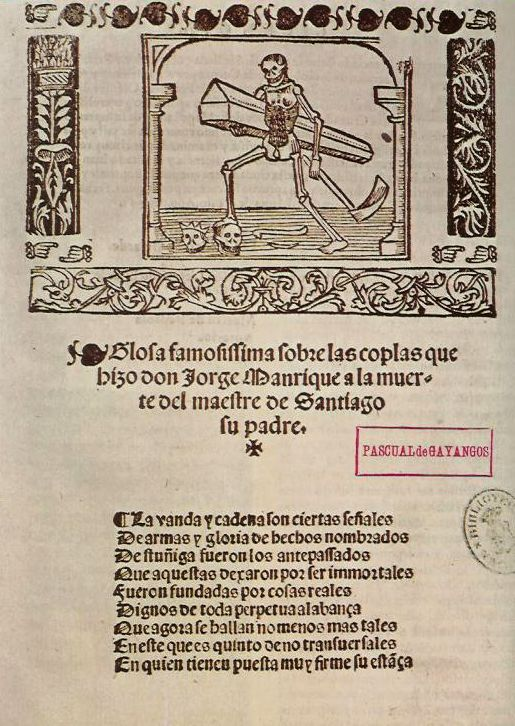
مقطوعات في موت أبيه

ينتمي هذا النص مقطوعات في موت أبيه، الي النصوص الكلاسيكية الإسبانية ضمن أدب العصور الوسطي، وكتبها الشاعر الإسباني خورخي مانريكي وهي من شعر الرثاء.
كانت مناسبة القصيدة وفاة أبي الشاعر دون رودريجو، الذي كانت له جولات في الحروب خلال حكم الملك خوان الثاني.
يبدأ الشاعر قصيدته منطلقا من منطلق يغلب عليه الزهد والتصوف، فيخاطب النفس اللاهية ليجعلها تستفيق لتتأمل الحياة في معناها. فيقلل من شأن الحياة ويعظم من شأن الأخرة ويسوق العديد من الأمثلة الهادفة للدفع نحو أصلية العالم الأخر. ونجده ينتقل بعد المقدمة إلي الحديث عن مآثر أبيه، شجاعته، وإيمانه، وثباته علي مبادئه ونبذه للثروة والجاه.
كيف أنه كما بدا لنا، فأي وقت مضي كان أفضل.

2. فإذا رأينا الحاضر ذاهبا

في نقطة منتهية،

إذا قضينا بحكمة،

نظرنا لما هو آت علي أنه ماض.

فلا ينخدعن أحدكم، لا ينخدع،

حاسبا أن ما يأمله سوف يدوم،

أكثر مما دام ما رأه،

فكل شيء ماض علي هذا النسق.
3. حياتنا أنهارتصب في بحر،

هو الموت،

هناك يذهب السادة

دون توان الي نهايتهم؛

والي الفناء;

هناك الأنهار متدفقة؛

هناك الأخرون.. أواسط

وأكثر شبابا؛

وأكثر حضورا، متساوون،

هؤلاء الذين يعيشون من كد أيديهم

والأغنياء.
.5 هذا العالم هو السبيل

الي الطريق الآخر الأورجواني دون كرب،

الأفضل لك أن تملك حسن الصواب

لتعبر هذا الصراط دون أن تضل.

نرتحل حين نولد، نسير بينما نحيا،

ونصل في الوقت الذي نموت فيه؛

وعندما نموت، نستريح.
.9 أخبروني: الحسن

ونضارة الوجه الصبوح الناصع،

عندما يأتي العجز، فما مصيرهما؟

الخفة والمهارة

قوة الجسد

والشباب، يصير الجمع الي الفناء

حين تحل ناصية الهرم.
.14 هذه الملوك القادرة

نلمح أخبارها في مقدسات مضت،

في أحوال تعيسة باكية،

انقلبت أحوالهم الطيبة،

وهكذا فلا قوة للقوة،

فالحبر الأعظم والأباطرة والقساوسة

سينالهم الموت

مثلهم مثل رعاة القطعان.
.15 سنقول لأصحاب طروادة،

لا نري شروركم،

بالرغم من أننا نسمع ونقرأ قصصهم،

فلن نحفظها في معرفتنا

وهذا الذي كان في القرن الماضي

فماذا عنه؛

سنذهب الي ما كان بالأمس،

فهو أيضا منسي مثله مثل مثله.
.16 ماذا فعل الملك دون خوان؟

أمراء أراجون؟

إلام آل حالهم؟

ماذا عن العاشق العشوق،

ماذا عن شئون جلبوها؟

الترامح والتراشق،

الزخارف والزينات

العالية المهيمنة،

ألم تكن محض هذيان؟

ألم تكن محض نبتات لعصور مضت؟
.17 إلام صارت السيدات، زينة رؤوسهن

أرديتهن، وعطورهن؟

إلام صارت ألسنة نيران العشق الملتهبة،

للمحبين؟

ماذا حل بهذا الشاعر يغني،

والألحان المنغومة يعزفها؟

ماذا حل بهذا الرقص، وحللهم الموشاة

المجلوبة؟
.21 وهذا القائد العظيم

السيد المحصن،

لا يصح الا الحديث عنه

وكيف شوهد مذبوحا من عنقه.

كنوزه الطائلة، قصوره، وأراضيه سلطته،

ماذا جلبت له غير البكاء؟

ألم تكن الا هموما حين غادرها؟
.23 هؤلاء الرجال العظماء،

الدوق والماركيز والكونت

والرجال كما نراهم بأوج قوتهم،

قل أيها الموت، أين خبأتهم وإلام أحلتهم؟

ومآثرهم الجليلة

وما فعلوه أيام الحرب وأيام السلام،

فبغضبك العارم، طرحتهم أرضا وأجهزت عليهم.
.25 وهذا الذي به تدثرت،

محمودا لفضائله، من الخلق،

المعلم دون رودريجو مانريكي،

الأشهر المغوار؛

أعماله العظيمة الجلية،

لا يكفيني مديحها،

فكانت مرأي العين،

ولا أبالغ في شأنها،

العالم كله يعرف

كيف كانت.
.26 ياله من صديق لأصدقائه!

يا له من سيد لخدمه وأتباعه!

يا له من عدو لأعدائه!

يا له من معلم للفرسان المغوارين،

يا لعقله ولحفظ لسانه!

يا لملاحته مع الظرفاء!

يا لحكمته!

يا لدماثته.. يا لأصل عنصره!

سيقول القاصي والداني يا له من أسد.
.29 لم يترك كنوزا،

لم يجن ثروات،

ولا متاع،

ولكنه قاتل المسلمين،

وفاز بقلاعهم،

وقصورهم،

فقدوا كثيرا من قومهم وجيادهم،

وبهذا العمل فاز بالغنائم والأتباع

وما وهبوه.
.32 والقصور والأراضي

اغتصبها الطغاة

وأعادها

بطرق الحصار والحروب

وبقوة يديه استردها.

وهكذا ملكنا الجليل

إذا كان عمل علي هذا النحو

وهكذا خدم،

فلتخبر أيضا ملك البرتغال وكاستيا

حيث واصل بطولاته.
.33 وبعد أن أفلت حياته

وبعد خدمته المخلصة لقانونكم ومجلسكم،

بعد بطولات يستعصي علي الكلمات حكيها،

هناك في قصره بـ أوكانيا

جاء الموت ليطرق بابه.
36- حياة الخلود

لا تتحقق بمتاعات الدنيا،

ولا بحياة المتعة التي تسكنها الخطايا؛

غير أن المؤمنين الأخيار يكسبونها

بصلواتهم، وبكائهم،

أما الفرسان العظماء،

فبأعمالهم والكرب يصيبون به المسلمين.
37- وأنت يا سيدي الرجل العظيم،

يا للدماء الغزيرة التي أرقتها،

دماء الوثنيين،

فلتنظر جائزتك

التي فزت بها بيديك

في هذا العالم،

وبهذه الثقة،

وبهذا الايمان العميق الذي تملكه،

ارحل يحدوك الأمل الطيب،

لهذه الحياة الأخري التي ستفوز بها.

(السيد رودريجو يتحدث)
38- لم يعد لدينا وقت في هذه الحياة البائسة علي هذا النحو،

فعزيمتي ماضية مع الإرادة الإلهية،

وأشعر في مماتي بإرادة راضية،

واضحة وصافية،

أن يريد المرء الحياة، فيما يريد الرب مماته،

فهذا ضرب من الجنون.

(دون رودريجو يتوجه الي السيد المسيح)
39- أنت يا من تحملت الذل من أجل شرورنا،

أنت، لأجل إلهيتك جاورت شيئا شريرا هو الإنسان،

أنت، يا من عانيت عواصف هائجة

دون مقاومة منك، فلتغفر لي،

ليس لأنني أستحق، ولكن لرحمتك الواسعة.
.40 النهاية

وهكذا، بمثل هذا الفهم،

ومحافظا عل حواسه الأدمية،

بين زوجه وأبنائه وأشقائه وخدمه،

أسلم الروح لصاحبها،

لمن وهبه إياها في السماء بعظمته-،

وبرغم موت الجسد، تركت لنا ذكراه مواساة عميقة.

## وصلات خارجية
- خورخي مانريكي على موقع الموسوعة البريطانية (الإنجليزية)
- خورخي مانريكي على موقع ميوزك برينز (الإنجليزية)
- خورخي مانريكي على موقع ديسكوغز (الإنجليزية)